# 文政の大火
文政の大火（ぶんせいのたいか）は、文政12年3月21日（1829年4月24日）に江戸で発生した大火。神田佐久間町から出火し、北西風により延焼した。「己丑火事」「神田大火」「佐久間町火事」などとも呼ばれる。焼失家屋は37万、死者は2800人余りに達した。神田佐久間町は幾度も大火の火元となったため、口さがない江戸っ子はこれを「悪魔（アクマ）町」と呼ぶほどであった。火災の原因は、タバコの不始末であったという。松本清張の長編時代小説『逃亡』は、この大火を背景としている。